# 湖盤杯ソウル新聞世界女子囲碁覇王戦
湖盤杯ソウル新聞世界女子囲碁覇王戦（ほばんはい ソウルしんぶん せかいじょしいごはおうせん、호반배 서울신문 세계여자바둑패왕전의、湖盘杯首尔新闻世界女子围棋争霸赛）は、囲碁の国際対抗棋戦で、韓国、中国、日本の3か国の団体勝抜き戦で行われる。
- 主催 ソウル新聞、韓国棋院
- 協賛 湖盤建設
- 優勝賞金 1億ウォン

## 方式
- 各国5人のチームによる勝抜き戦。
- コミは6目半。
- 持時間は、各1時間、1分の秒読み1回。

## 成績

### 第1回
2022年5月22-28日、10月15-20日に、オンライン対局で開催。
| 回次 | 勝                             | 負                         |
| ---- | ------------------------------ | -------------------------- |
| 1    | 呉依銘（中国）                 | 仲邑菫（韓国）             |
| 2    | 呉依銘（中国）                 | 李瑟珠（李スルジュ、韓国） |
| 3    | 呉依銘（中国）                 | 鈴木歩（日本）             |
| 4    | 呉依銘（中国）                 | 許瑞玹（韓国）             |
| 5    | 呉依銘（中国）                 | 謝依旻（日本）             |
| 6    | 金彩瑛（韓国）                 | 呉依銘                     |
| 7    | 藤沢里菜（日本）               | 金彩瑛                     |
| 8    | 李赫（中国）                   | 藤沢里菜                   |
| 9    | 李赫（中国）                   | 呉侑珍（韓国）             |
| 10   | 上野愛咲美（日本）             | 李赫                       |
| 11   | 上野愛咲美（日本）             | 崔精（韓国）               |
| 12   | 上野愛咲美（日本）             | 陸敏全                     |
| 13   | 周泓余（中国） （残り:於之瑩） | 上野愛咲美                 |

順位 1位 中国(8-3)、2位 日本(4-5)、3位 韓国(1-5)